# Ministère des Finances (Espagne)
Pour les articles homonymes, voir Ministère des Finances.
Le ministère des Finances (Ministerio de Hacienda) est le département ministériel responsable de la gestion des finances publiques et du budget de l'État en Espagne.
Il est dirigé, depuis le 7 juin 2018, par la socialiste María Jesús Montero.

## Missions

### Fonctions
Le ministère des Finances est responsable de la proposition et de l'exécution des politiques gouvernementales en matière de finances publiques, de budget et de dépenses.

### Organisation
Le ministère s'organise de la façon suivante, :
- ministre des Finances
  - secrétariat d'État aux Finances
    - secrétariat général du Financement autonomique et locale
      - direction générale de la Stabilité budgétaire et de la Gestion financière territoriales

    - direction générale des Impôts
    - direction générale du Cadastre
    - tribunal économique et administratif central

  - secrétariat d'État au Budget et aux Dépenses
    - direction générale du Budget
    - direction générale des Coûts de personnel
    - contrôle général de l'administration de l'État

  - sous-secrétariat des Finances
    - secrétariat général technique
    - direction générale du Patrimoine de l'État
    - inspection générale
    - direction générale de la Rationalisation et de la centralisation de la commande publique

  - secrétariat général des Fonds européens
    - direction générale des Fonds européens
    - direction générale du Plan et du Mécanisme de relance et de résilience

## Histoire
Le ministère des Finances (Ministerio de Hacienda) est créé en 1873, par la Ire République, son existence étant confirmée par tous les régimes successifs. Avec l'arrivée au pouvoir du Parti socialiste ouvrier espagnol (PSOE), en 1982, il est réuni au ministère de l'Économie et du Commerce (Ministerio de Economía y Comercio) pour former le ministère de l'Économie et des Finances (Ministerio de Economía y Hacienda).
En 2000, à la suite de la reconduction au pouvoir du Parti populaire (PP), le ministère des Finances est recréé, mais il disparaît quatre ans plus tard, de nouveau réuni au ministère de l'Économie, avec le retour du PSOE à la tête du pays. Il est rétabli en 2011, avec le retour du PP au pouvoir, ses compétences étant étendues à la fonction publique et à l'administration territoriale de l'État par absorption du ministère de la Politique territoriale et de l'Administration publique. Il perd les compétences relatives aux communautés autonomes en 2016 et celles relatives à la fonction publique en 2018. Il retrouve les compétences relatives à la fonction publique en juillet 2021.

## Titulaires à partir de 1977
| Nom                                                              | Nom                                                               | Dates du mandat | Dates du mandat | Parti | Gouvernement(s)         |
| ---------------------------------------------------------------- | ----------------------------------------------------------------- | --------------- | --------------- | ----- | ----------------------- |
|                                                                  | Francisco Fernández Ordóñez                                       | 05/07/1977      | 06/04/1979      | UCD   | Suárez II               |
|                                                                  | Jaime García Añoveros                                             | 06/04/1979      | 02/12/1982      | UCD   | Suárez III Calvo-Sotelo |
|                                                                  |                                                                   |                 |                 |       |                         |
|                                                                  | Cristóbal Montoro                                                 | 28/04/2000      | 18/04/2004      | PP    | Aznar II                |
|                                                                  |                                                                   |                 |                 |       |                         |
|                                                                  | Cristóbal Montoro                                                 | 22/12/2011      | 07/06/2018      | PP    | Rajoy I et II           |
|                                                                  | María Jesús Montero (Vice-présidente du gouvernement depuis 2023) | 07/06/2018      |                 | PSOE  | Sánchez I, II et III    |
| Titres : - 2016-2018 ; 2021-2023 : Finances et Fonction publique |                                                                   |                 |                 |       |                         |

## Identité visuelle (logotype)

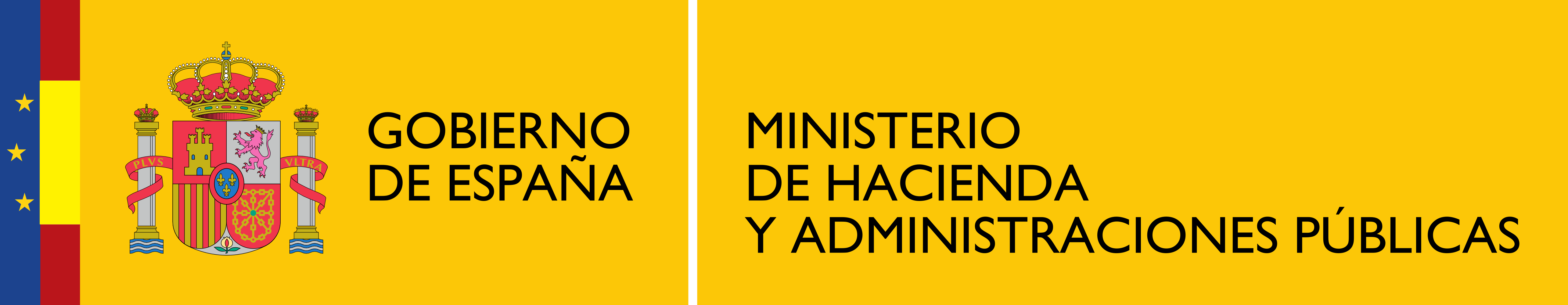
Logo du ministère des Finances et des Administrations publiques entre 2011 et 2018.
Logo du ministère des Finances et de la Fonction publique 2016 et 2018, et depuis 2021.
Logo du ministère des Finances entre 2018 et 2021.